# Paul Rijkens
Paul Carl Rijkens (Rotterdam, 14 september 1888 – Amsterdam, 19 april 1965) was een Nederlands ondernemer.

## Carrière
Paul Rijkens, zoon van de margarinefabrikant Luppo Rijkens en de in het Westfaalse Rees geboren Franzisca Tenbult, behaalde na de hbs een middelbare akte boekhouden. Zus Else Rijkens werd zangeres. Hij begon zijn loopbaan bij de margarinefabriek van zijn vader die aan Van den Bergh's Fabrieken N.V. van Samuel van den Bergh  (dat later Van den Bergh & Jurgens en weer later Unilever zou worden) verkocht was. Na de fusie met het bedrijf van Anton Jurgens zette hij zijn carrière voort bij de Margarine Unie. Hij vervulde binnen dit bedrijf diverse functies en werd uiteindelijk directeur van de onderneming. In deze rol wist hij een fusie met Lever Brothers van William Hesketh Lever te bewerkstelligen en legde daarmee het fundament voor het latere Unilever.
In de Tweede Wereldoorlog was Rijkens vanuit Londen actief voor de Nederlandse belangen, zo was hij initiatiefnemer voor de oprichting van het Londense weekblad Vrij Nederland. Ook na de oorlog bleef hij de leiding over het Unileverconcern voeren. In 1954 trad hij terug uit de dagelijkse leiding, maar bleef nog jaren als adviseur aan het bedrijf verbonden.

## Bilderberg
Rijkens was in de jaren vijftig van de 20e eeuw een van de initiatiefnemers tot de Bilderbergconferentie met als doel het verstevigen van de banden tussen Europa en de Verenigde Staten. Ook probeerde hij na het ontstaan van de republiek Indonesië de verhoudingen tussen Nederland en de nieuwe republiek te normaliseren. Als belangrijkste lid van een groep zakenlieden (de zogenaamde Groep Rijkens) probeerde hij te bemiddelen in de zogenaamde Nieuw-Guineakwestie, waarin een overdracht van Nieuw-Guinea werd bepleit 'onder economische voorwaarden' - overigens zonder veel succes.

## Toneel
In het begin van zijn loopbaan zette Rijkens zich in voor het theater. Op zijn middelbare school, de Eerste H.B.S. aan de Kortenaerstraat te Rotterdam, had hij een amusementsclub opgericht met de naam Laetitia die toneelvoorstellingen bezocht en ook amateurtoneel organiseerde. In 1907 werd een grotere voorstelling gehouden van het blijspel Warenar van P.C. Hooft. Voor de titelrol werd op Rijkens' verzoek Willem Royaards (1867-1929) aangetrokken, die al een bekend acteur was. Royaards was bereid ook de titelrol op zich te nemen, terwijl Rijkens voor de financiën zorgde: via zijn relaties en die van zijn ouders wist hij een garantiefonds van 10.000 gulden bij elkaar te brengen. 
De eerste voorstelling was een groot succes en zo werd de basis gelegd voor het toneelgezelschap N.V. Het Tooneel, met Rijkens als intendant, Royaards als artistiek leider en o.a. Samuel van den Bergh en Hendrik Willem Mesdag als aandeelhouders. Rijkens vestigde zich in Amsterdam als zakelijk leider van Het Tooneel, en ontwikkelde er zijn organisatietalent. Maar op advies van Samuel van den Bergh keerde hij naar Rotterdam terug om naar het margarinebedrijf over te stappen, waar hij betere carrièremogelijkheden had. Hij ging er wonen bij de kunstenaar Eugène Rensburg (1872-1956), die een grote ets vervaardigde van een openluchtvoorstelling van Het Tooneel.

## Kunst
Rijkens was ook een verzamelaar van moderne schilderkunst. Zijn aandacht richtte zich vooral op Nederlandse, Vlaamse en Franse schilders. Hij liet zich daarbij adviseren door de criticus Albert Plasschaert. Aan zijn collectie is in 1960 een tentoonstelling gewijd in het Haags Gemeentemuseum. Na zijn dood viel de verzameling uiteen, maar een deel werd in het voorjaar van 2020 tijdelijk bijeengebracht in het Stedelijk Museum Alkmaar.
Rijkens overleed in 1965 in Amsterdam op 76-jarige leeftijd.

## Onderscheiding
In 1948 kreeg Paul Rijkens, tegelijkertijd met Willem Drees, een eredoctoraat verleend in de economische wetenschappen door de Nederlandsche Economische Hoogeschool te Rotterdam.